# Mauranipur
Mauranipur là một thành phố và là nơi đặt ban đô thị (municipal board) của quận Jhansi thuộc bang Uttar Pradesh, Ấn Độ.

## Nhân khẩu
Theo điều tra dân số năm 2001 của Ấn Độ, Mauranipur có dân số 50.886 người. Phái nam chiếm 53% tổng số dân và phái nữ chiếm 47%. Mauranipur có tỷ lệ 62% biết đọc biết viết, cao hơn tỷ lệ trung bình toàn quốc là 59,5%: tỷ lệ cho phái nam là 70%, và tỷ lệ cho phái nữ là 54%. Tại Mauranipur, 15% dân số nhỏ hơn 6 tuổi.